# Campionatul European de Scrimă pentru juniori din 1993
Campionatul European de Scrimă pentru juniori (U20) din 1993 s-a desfășurat la sfârșitul lunii octombrie la Estoril, Portugalia. Au participat aproape 200 de scrimeri născuți dupa 1 ianuarie 1974, reprezentând 23 de țări.

## Rezultate

### Masculin
| Probă   | Aur                       | Argint              | Bronz                                        |
| Spadă   | Attila Fekete (HUN)       | Géza Imre (HUN)     | Giovanni Cafiero (ITA) · Samuel Haglon (FRA) |
| Floretă | Lorenzo Taddei (ITA)      | Sven Hein (GER)     | Yaron Roth (ISR) · Vadim Aiupov (RUS)        |
| Sabie   | Domonkos Ferjancsik (HUN) | Hervé Charron (FRA) | Damien Touya (FRA) · Aleksei Ermolaev (RUS)  |

### Feminin
| Probă   | Aur                     | Argint                    | Bronz                                         |
| Floretă | Valentina Vezzali (ITA) | Aida Mohamed (HUN)        | Adeline Wuillème (FRA) · Roberta Suppi (ITA)  |
| Floretă | Silke Gerhardt (GER)    | Elizabeta Castrucci (ITA) | Virginie Le Fur (FRA) · Elena Giussiani (ITA) |

## Clasament pe medalii
| Loc   | Țară     | Aur | Argint | Bronz | Total |
| ----- | -------- | --- | ------ | ----- | ----- |
| 1     | Ungaria  | 2   | 2      | 0     | 4     |
| 2     | Italia   | 2   | 1      | 3     | 6     |
| 3     | Germania | 1   | 1      | 0     | 2     |
| 4     | Franța   | 0   | 1      | 4     | 5     |
| 5     | Rusia    | 0   | 0      | 2     | 2     |
| 6     | Israel   | 0   | 0      | 1     | 1     |
| Total | Total    | 5   | 5      | 10    | 20    |